# Васил Додов
Васил Ставров (Ставрев) Додов е български революционер, деец на Вътрешната македоно-одринска революционна организация.

## Биография
Васил Додов е роден в 1877 година в битолското село Гявато, тогава в Османската империя. Братята му Георги и Наум също са дейци на ВМОРО. Васил се присъединява към ВМОРО в 1902 година, покръстен от учителя Наум Петров, и започва да работи, както сам казва, „за освобождението от турците и присъединението към майка България“. През лятото на 1903 година участва в Илинденско-Преображенското въстание с четата на Георги Сугарев, с която се сражава при Доленци и при Гявато. След това се оттеглят към Смилево и участват в голямото сражение там, в което е ранена жена му Донка. След разгрома на въстанието се крие в Битоля, под закрилата на австро-унгарския консул Аугуст Крал.
Участва в Балканската война като четник в чета на ВМОРО, в помощ на Българската армия. След Междусъюзническата война, когато Битолско попада в Сърбия, продължава да е нелегален. Преследван от властите, в 1915 година бяга в Лерин, Гърция. Там става нелегален в четата на Кръсте Льондев. Заловен е от сръбсите власти и лежи в затвор заедно с братята си. Освободен е от Българската армия след намесата на България в Първата световна война.
След Първата световна война, в 1919 година е арестуван от югославските власти. Осъден е на 6 години затвор, които излежава в Скопие. Къщата му Гявато е изгорена. След излизането си от затвора е поставен под полицейски надзор и бяга във Франция, а оттам в Америка. В 1932 година се връща, но властите отново започват да го преследват.
На 23 април 1943 година, като жител на Гявато, подава молба за народна пенсия. В сведението към молбата пише: „През сръбското робство е бил корав българин с твърда воля, непоколебим дух, стълб на българщина между населението. Враг на властта, не е заемал никаква служба“. Молбата му е одобрена и пенсията е отпусната от Министерския съвет на Царство България.
Негов внук е журналистът и писател Владо Додовски.